# Олешковка
Олешковка — посёлок в Нюксенском районе Вологодской области.
Входит в состав Нюксенского сельского поселения, с точки зрения административно-территориального деления — в Березовский сельсовет.
Расстояние до районного центра Нюксеницы по автодороге — 23 км. Ближайшие населённые пункты — Дунай, Березово, Устье-Городищенское.

## История
В 1966 г. указом президиума ВС РСФСР поселок льнозавода переименован в Олешковка.

## Население
| 2010 |
| ---- |
| 12   |